# Estadio 19 de Mayo de 1956
El Estadio 19 de Mayo de 1956 (en árabe: ملعب 19 ماي 1956‎), también conocido como Estadio Annaba, es un estadio de fútbol situado en la ciudad de Annaba, en el este de Argelia. El estadio dispone de una capacidad superior a los 56 000 espectadores y acoge los partidos del equipo USM Annaba.
El estadio albergó su primer encuentro oficial el 10 de julio de 1987 entre las selecciones nacionales de Argelia y Sudán. El resultado final fue de 3-1 a favor de los locales y el primer gol marcado en este estadio lo consiguió el jugador sudanés Kamel Mohamed al minuto 12.

## Galería

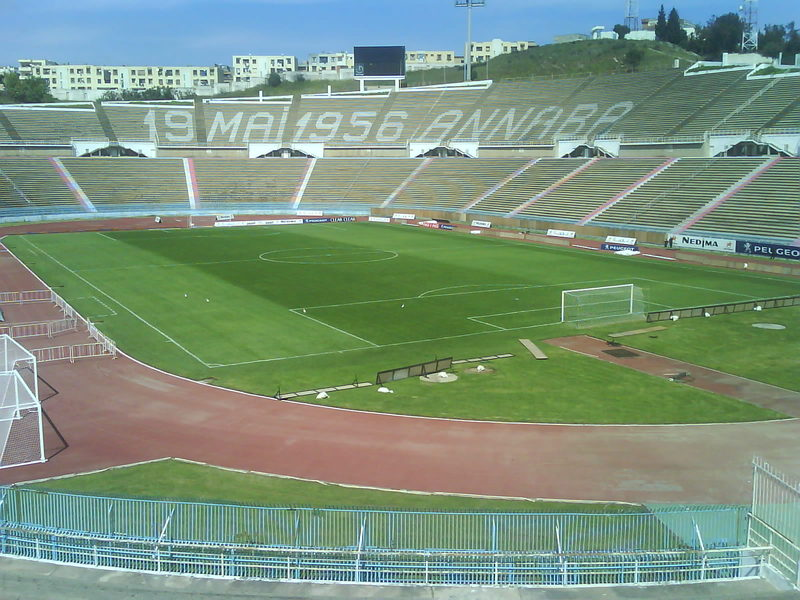